# Arthur Bendrat

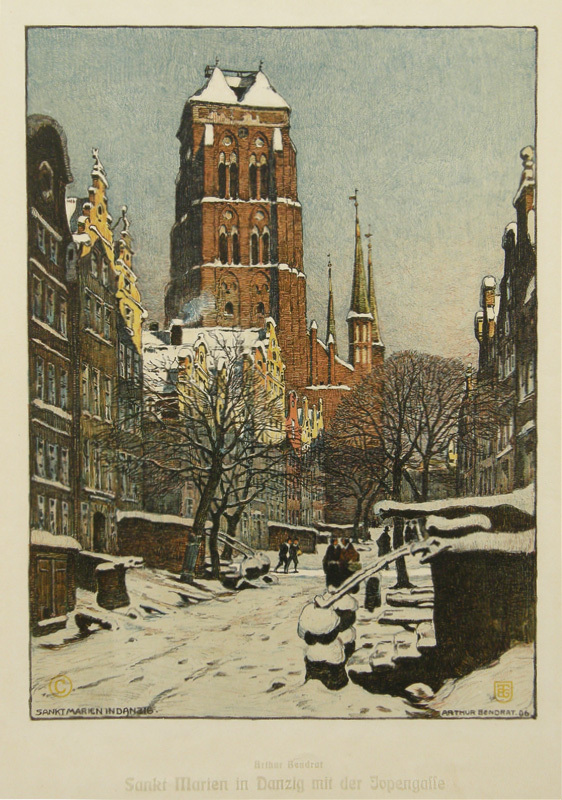
Sankt Marien in Danzig mit der Jopengasse (1906)

Arthur Bendrat (* 22. April 1872 in Danzig; † 2. März 1914 in Coswig) war ein deutscher impressionistischer Maler, Zeichner und Lithograph. Er illustrierte auch mehrere Bücher.

## Leben und Werk
Bendrat, Sohn des Schiffskapitäns und Eigners Albert Otto Bendrat (1835–1884/85) und dessen Frau Bertha, geborene Domansky (1846–1877), war ein Neffe des Pfarrers und Heimatschriftstellers Walther Domansky. Er absolvierte eine Lehre im Dekorationsatelier des Stadttheaters Danzig bei Moritz Wimmer (1800–1900). Er sollte zunächst Theologie studieren, absolvierte aber stattdessen ab Anfang der 1890er Jahre eine Ausbildung an der Kunst- und Handwerksschule in Danzig bei Bernhard Sturmhoefel (1853–1913). Es folgte von 1895 bis 1902 ein Studium an der Dresdner Kunstakademie. Er war Schüler von Friedrich Preller d. J. und ab 1898 Meisterschüler von Gotthardt Kuehl. Bei einer Studienreise nach Danzig im Gefolge Kuehls lernte er Berthold Hellingrath kennen, zu dem eine lebenslange Freundschaft entstand und der seinem Rat folgend, auch nach Dresden ging. Im Zuge der Verleihung des Großen Sächsischen Staatspreises der Akademie wurde ihm 1899 eine kleine goldene Medaille verliehen. Er gehörte der Dresdner Künstlergruppe Die Elbier an und beteiligte sich etwa ab 1901 regelmäßig an Ausstellungen, unter anderem in Dresden, Berlin, München und Düsseldorf. Bereits 1900 war er auf der Großen Berliner Kunstausstellung mit den Werken Dächer von Danzig bei Abendsonne, Schmelzhütten und Frühnebel an der Elbe vertreten.
Bendrat beschäftigte sich hauptsächlich mit landschaftlichen Motiven bzw. mit Stadtansichten, vorzugsweise seiner Heimatstadt Danzig, gehalten „in einem zwischen Realismus und Impressionismus angesiedelten farbkräftigen Stil unter gelegentlicher Einbeziehung atmosphärischer Stimmungswerte.“ Seine Danziger Stadtansichten wurden folgendermaßen charakterisiert: „Wie dort Sonne und Seewind um die architektonischen Zeugen einer großen kulturellen Vergangenheit spielen, wie sich kirchliche und bürgerliche Baukunst zu einer unendlich reizvollen, farbigen und linearen Harmonie verbinden, das hat er, unermüdlich im Auffinden eigenartiger Blickpunkte, immer wieder zum Bilde gestaltet.“

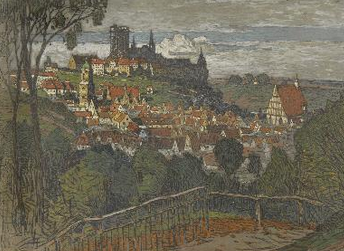
Entwurf zum Fresko im Sächsischen Ständehaus (1906)

Seine Zeichnung der Marienburg wurde vom preußischen Staat angekauft; ein Gemälde, das den Hafenkanal in Neufahrwasser zeigte, gehörte der Städtischen Sammlung in Danzig. Für das Bielsche Stift auf Obernitz a. S. schuf er vier Freskogemälde. Auf der Rückseite eines Entwurfs für sein Wandbild im Sächsischen Ständehaus aus dem Jahr 1906, das Meißen und die Albrechtsburg zeigte, ist Bendrats damalige Adresse vermerkt: Er wohnte in der Ostbahnstraße 3 im dritten Stock.
Nach Arthur Bendrats Stadtansichten wurden auch Ansichtskarten gedruckt. So gewann er u. a. mit einer Ansicht der Burg Scharfenberg bei einem vom Kgl. Sächs. Ministerium des Innern veranlassten Wettbewerb um eine preisgekrönte Postkartenserie mit Bildern aus dem Sachsenlande, die bei Meissner & Buch in Leipzig erschien.
1906 wurden Vier Märchen von Charlotte Muensterberg mit Buchschmuck von Arthur Bendrat im Verlag A. W. Kafemann veröffentlicht. 1908 kam das Kinderbuch Danziger Bilder von Käthe Schirmacher mit Illustrationen von Bendrat heraus.
Ab 1911 war Bendrat laut Hans Vollmer geistesgestört und nicht mehr künstlerisch tätig. Er starb im Frühjahr 1914 in der „Heilanstalt für Gemüths- und Nervenkranke“ Lindenhof in Neucoswig.

## Eine anonyme Danziger Ansicht

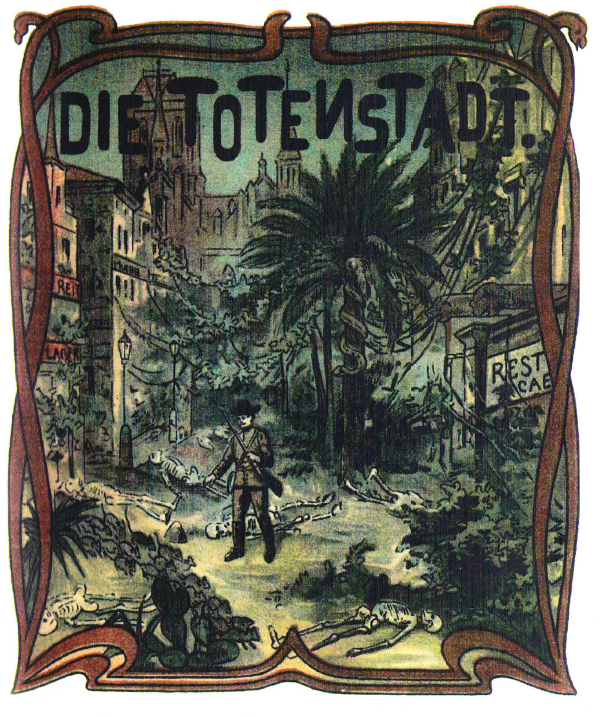
Titelbild eines anonymen Künstlers zu Die Totenstadt (1901)

1901 wurde in Dresden ein Heftroman von Robert Kraft mit dem Titel Die Totenstadt veröffentlicht. Der Künstler, der das Titelbild gestaltete und dabei einen Buchstaben spiegelverkehrt schrieb, blieb anonym. Erstaunlicherweise wählte er jedoch eine Straßenszene mit der Danziger Marienkirche als Motiv, obwohl der Schauplatz der Handlung Leipzig war.

## Werke
Maler/Lithograph
- Ansichten aus Westpreußen (u. a. Danzig, Thorn, Marienwerder), Mappe mit Lithographien, gedruckt bei B. G. Teubner, Leipzig (Reihe der Teubnerschen Kunstdrucke)

Illustrator
- Walther Domansky: Aus Danzigs Vorzeit – drei Erzählungen für Jung und Alt. Bertling, Danzig 1891 (Zeichnungen von Bendrat).
- Charlotte Münsterberg: Vier Märchen. A. W. Kafemann, Danzig 1906 (Buchschmuck von Bendrat).
- Aus dem deutschen Osten – 5 Künstlersteinzeichnungen. B. G. Teubner, Leipzig & Berlin 1908 (Vorwort von Käthe Schirmacher).
- Käthe Schirmacher: Danziger Bilder. B. G. Teubner, Leipzig & Berlin 1908 (Zeichnungen von Bendrat).
- Paul Behrend: Volksmärchen – in Westpreussen gesammelt und nach dem Volksmunde wiedergegeben. A. W. Kafemann, Danzig 1908 (Buchschmuck von Bendrat).